# 凯旋路 (上海市)

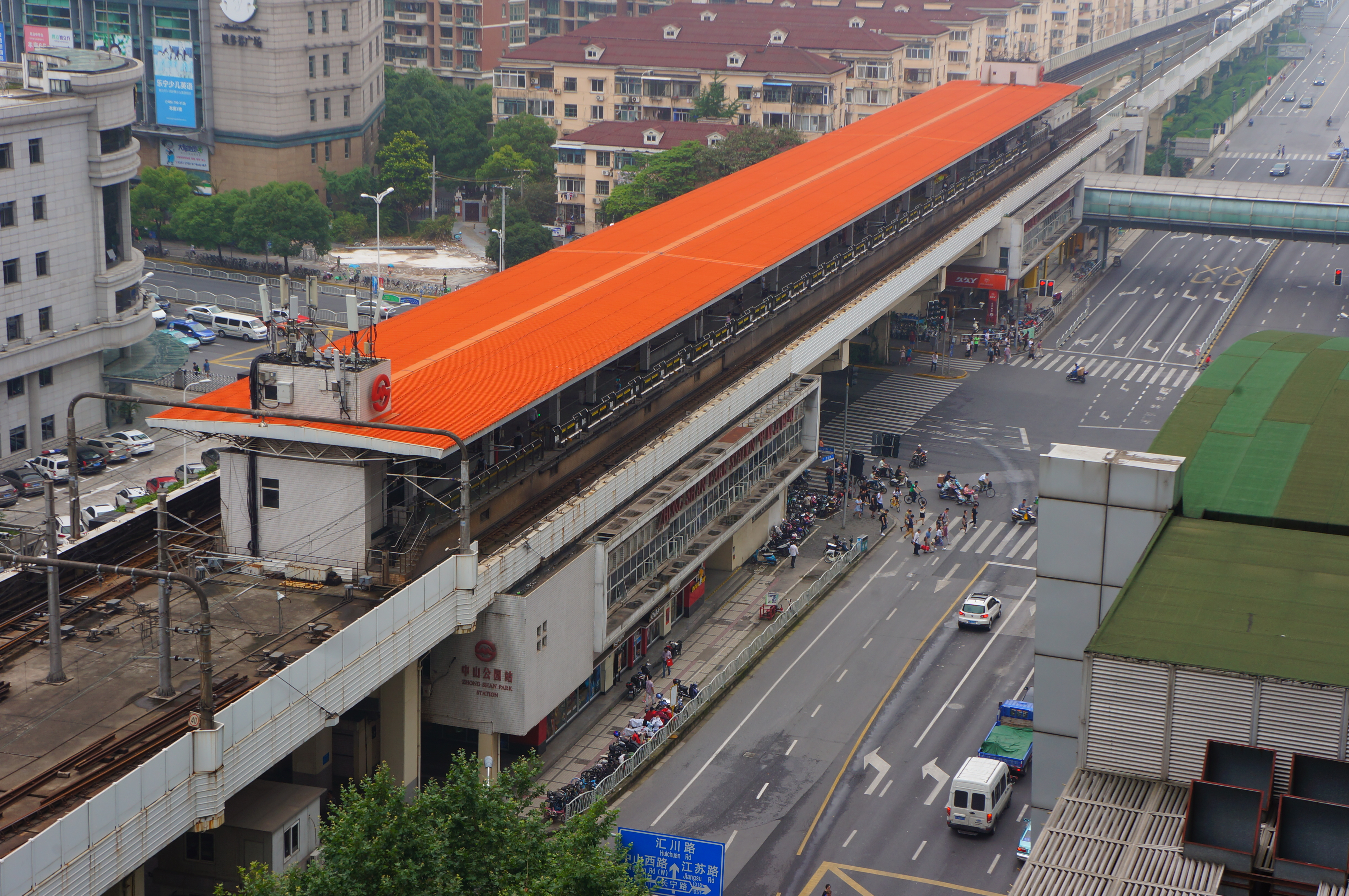
上海地铁中山公园站旁的凯旋路

凯旋路是中華人民共和國上海市一條橫跨長寧區、徐汇區的道路。該道路北起匯川路，南至中山西路，全长5073米，宽12.5米至21.2米，车行道宽10.3米至14.0米。該道路是上海公共租界工部局越界筑路後形成的道路，建於中華民国14年（1925年），最初道路叫作凯斯威克路（Keswick Road），路名來自於上海公共租界工部局总董葛司会。中華民國32年（1943年）更名陕西路，路名來自陕西省。中華民国35年（1946年）更名凱旋路，意思是「胜利」。